# Cathédrale de Squillace
La cathédrale de Squillace ou cathédrale Notre-Dame de l'Assomption (en italien : concattedrale di Santa Maria Assunta) est une église catholique romaine de Squillace, en Italie. Il s'agit d'une cocathédrale de l'archidiocèse de Catanzaro-Squillace.

## Résumé historique
La cathédrale a été construite à la demande du comte Roger Ier au XIe siècle pour tenter d'éradiquer le rite grec-byzantin du christianisme et rétablir le rite catholique dans la région. En 1643, le clocher a été endommagé par un tremblement de terre et l'église a ensuite été détruite par d'autres événements. Elle fut reconstruite par l'évêque Nicola Michele Abati en 1737 et détruite à nouveau par un autre tremblement de terre en 1783. Elle a été reconstruite par l'évêque Nicola Notaris, qui l'a consacrée le 6 mai 1798.

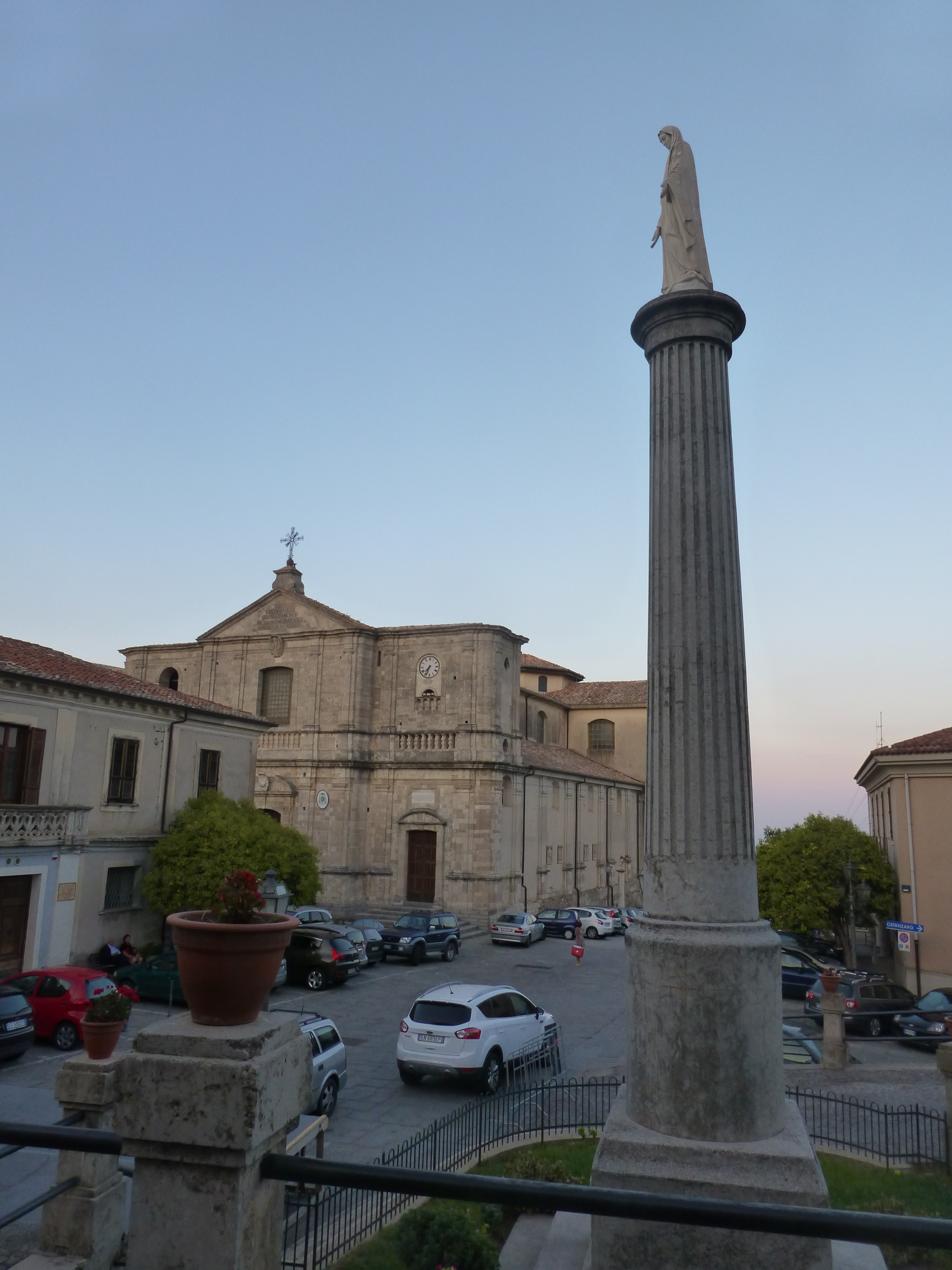
La colonne commémorative de l'Immaculée Conception et la cathédrale.
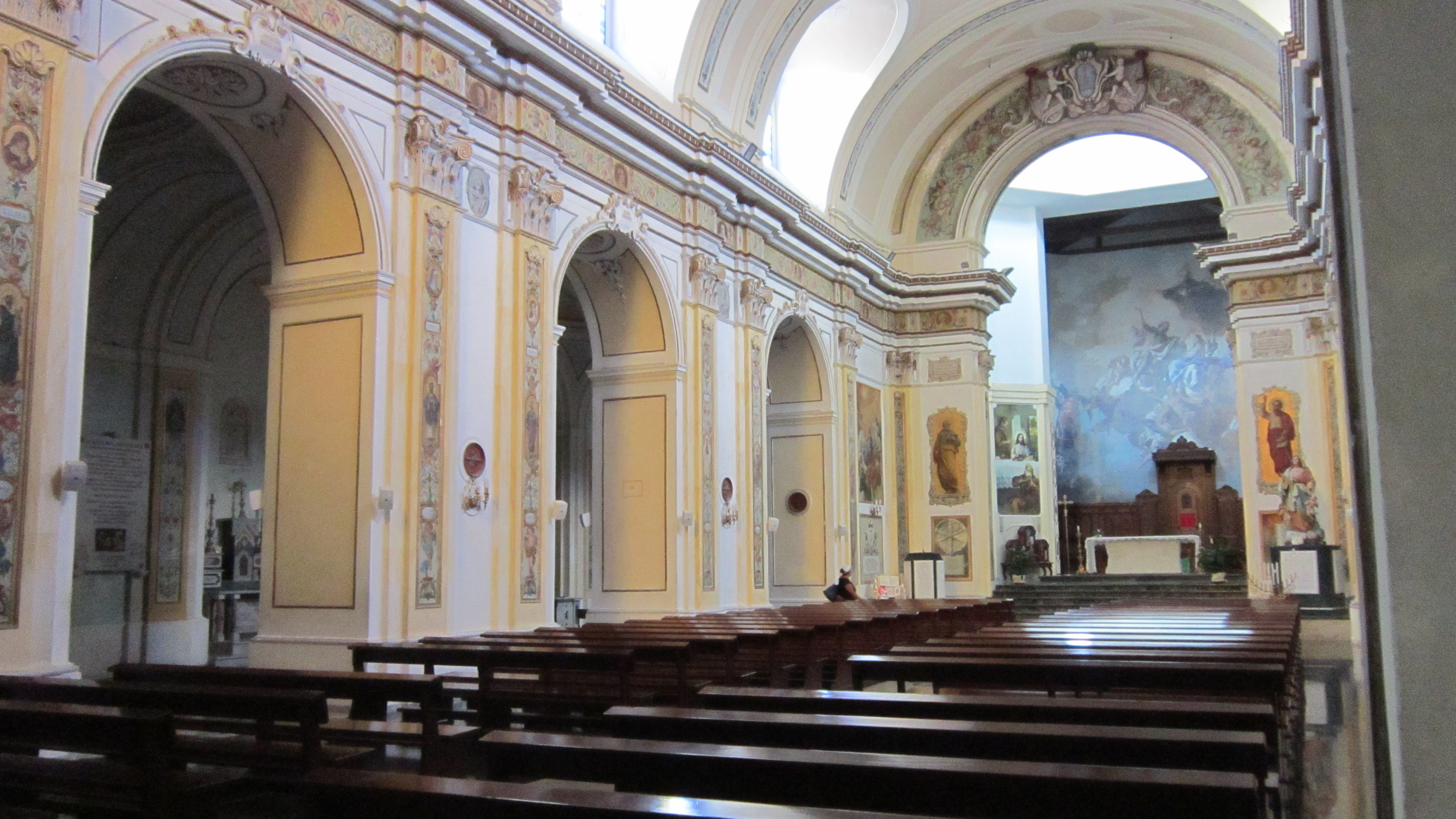
La nef centrale.
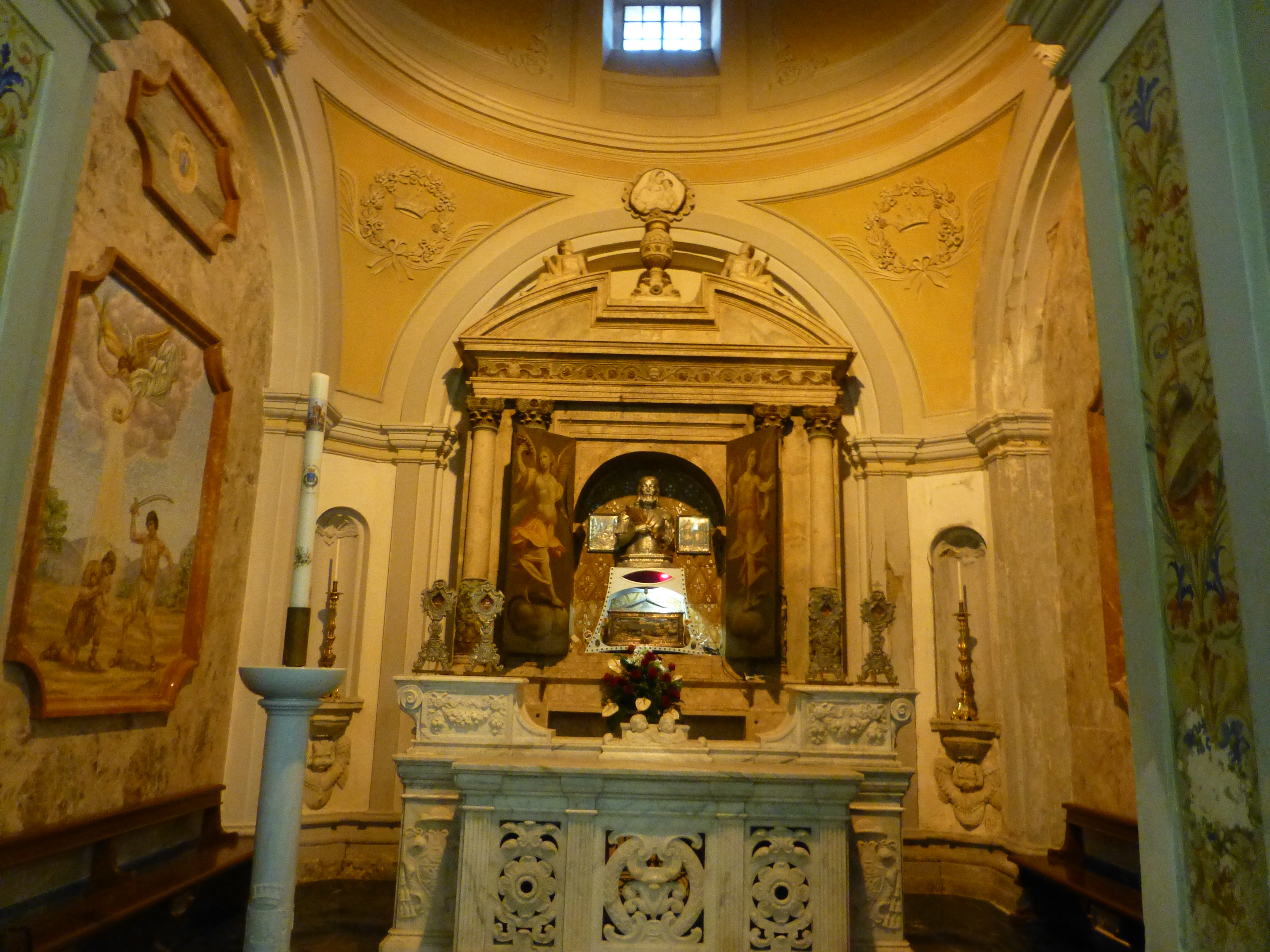
La chapelle Saint Acace avec des reliques du saint.

## Source
- (it) Cet article est partiellement ou en totalité issu de l’article de Wikipédia en italien intitulé « Concattedrale di Santa Maria Assunta (Squillace) » (voir la liste des auteurs).

### Articles liés
- Squillace
- Archidiocèse de Catanzaro-Squillace
- Liste des cathédrales d'Italie